# Хуан Пабло Орланді
Хуан Пабло Орланді (фр. Juan Pablo Orlandi) — аргентинський регбіст, гравець Сексьйон Палуаз.

## Спортивна кар'єра
Перед цим Хуан Пабло грав за команду Рейсінг 92 у Франції та клуб Ровіго Дельта в Італії. Орланді також репрезентував Аргентину, граючи в збірній Аргентини з регбі. В лютому 2013 року, підписав контракт з італійськими Баз на один сезон (2013—2014). Проте, 5 січня 2015, Орланді підписав контракт з Ньюкасл Фалконс — сезон 2014—2015. 6 січня 2016 року, Хуан Пабло перенісся до Сексьйон Палуаз.
Орланді виступив за збірну Аргентини в тестовому матчі проти Франції, який відбувся 8 листопада 2008 року.